# Kościół św. Wolfganga w Rottenacker
Kościół św. Wolfganga (niem. St. Wolfgang Kirche) – protestancka świątynia parafialna znajdująca się w niemieckiej gminie Rottenacker.

## Historia
Rottenacker jest siedzibą parafii od XIV wieku, wcześniej było filią parafii w Neuburgu. Istniejący do dziś kościół wzniesiono w 1485 roku, a od 1536 jest on świątynią protestancką. W 1882 i 1963 kościół został wyremontowany.

## Architektura
Świątynia jednonawowa, gotycka. Prezbiterium kościoła jest sklepione sieciowo, mimo tego nie posiada ono przypór. Od północy do prezbiterium dobudowana jest wieża, kryta dachem dwuspadowym.

## Galeria

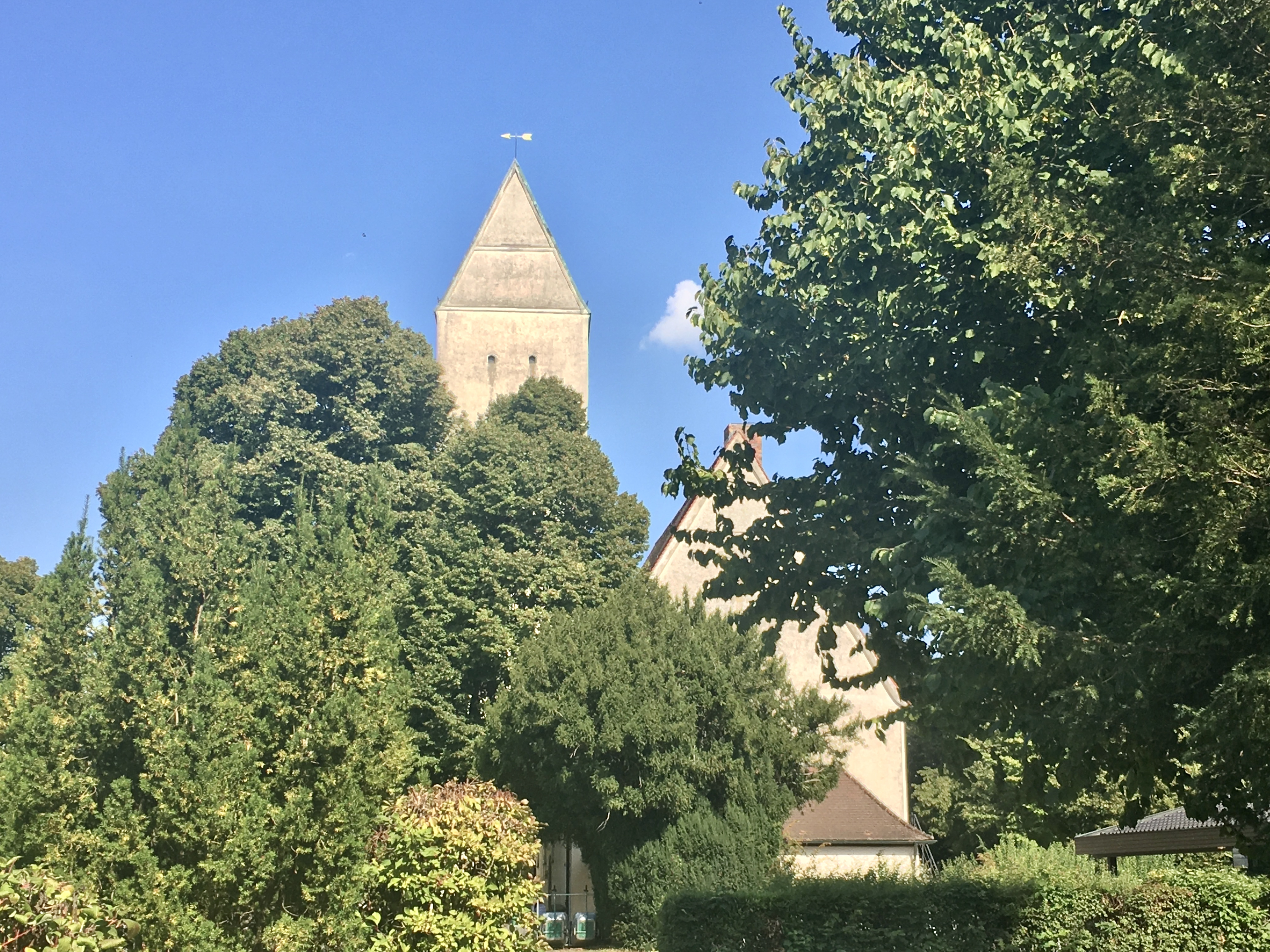
Widok z zachodu
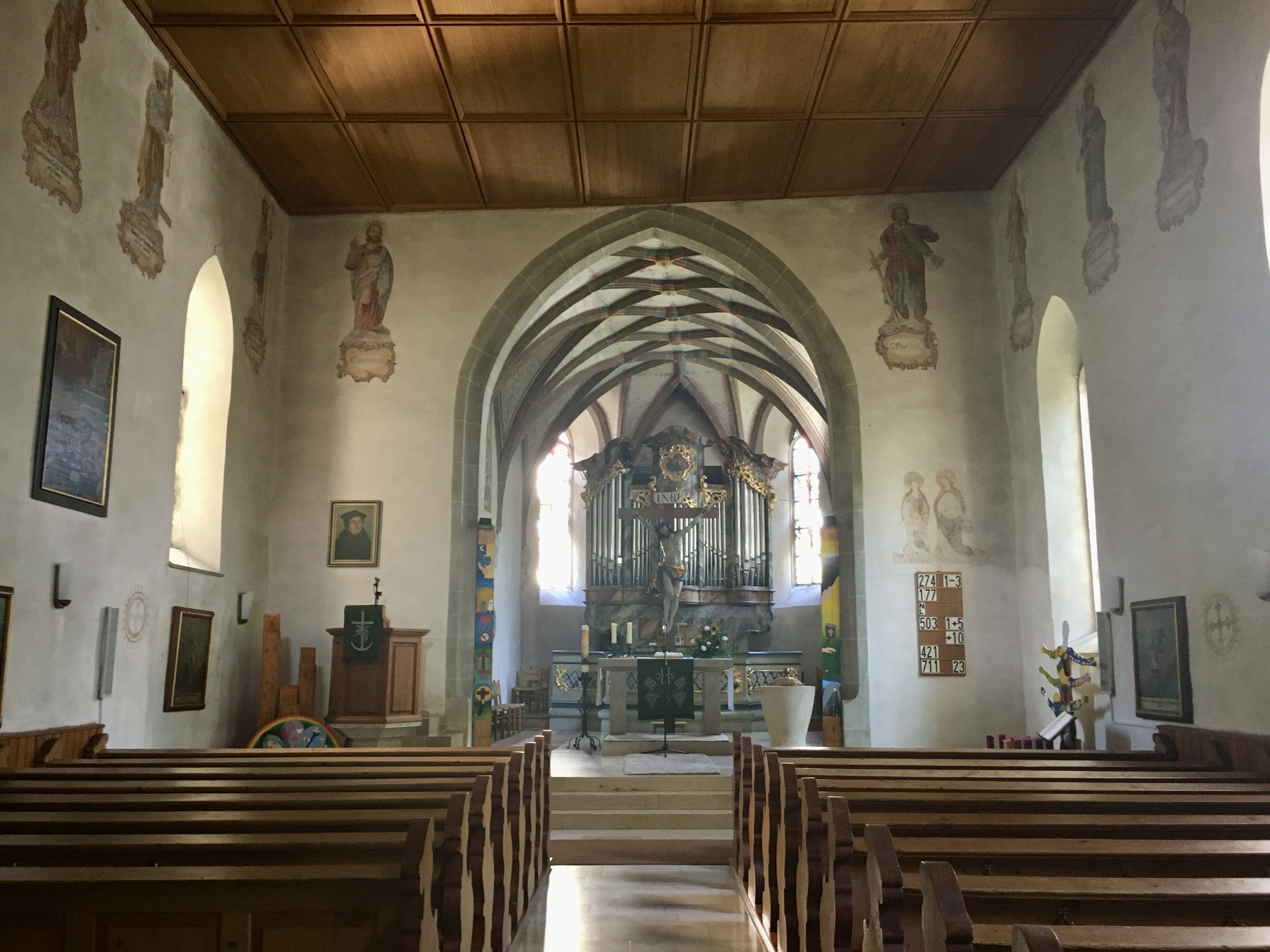
Wnętrze
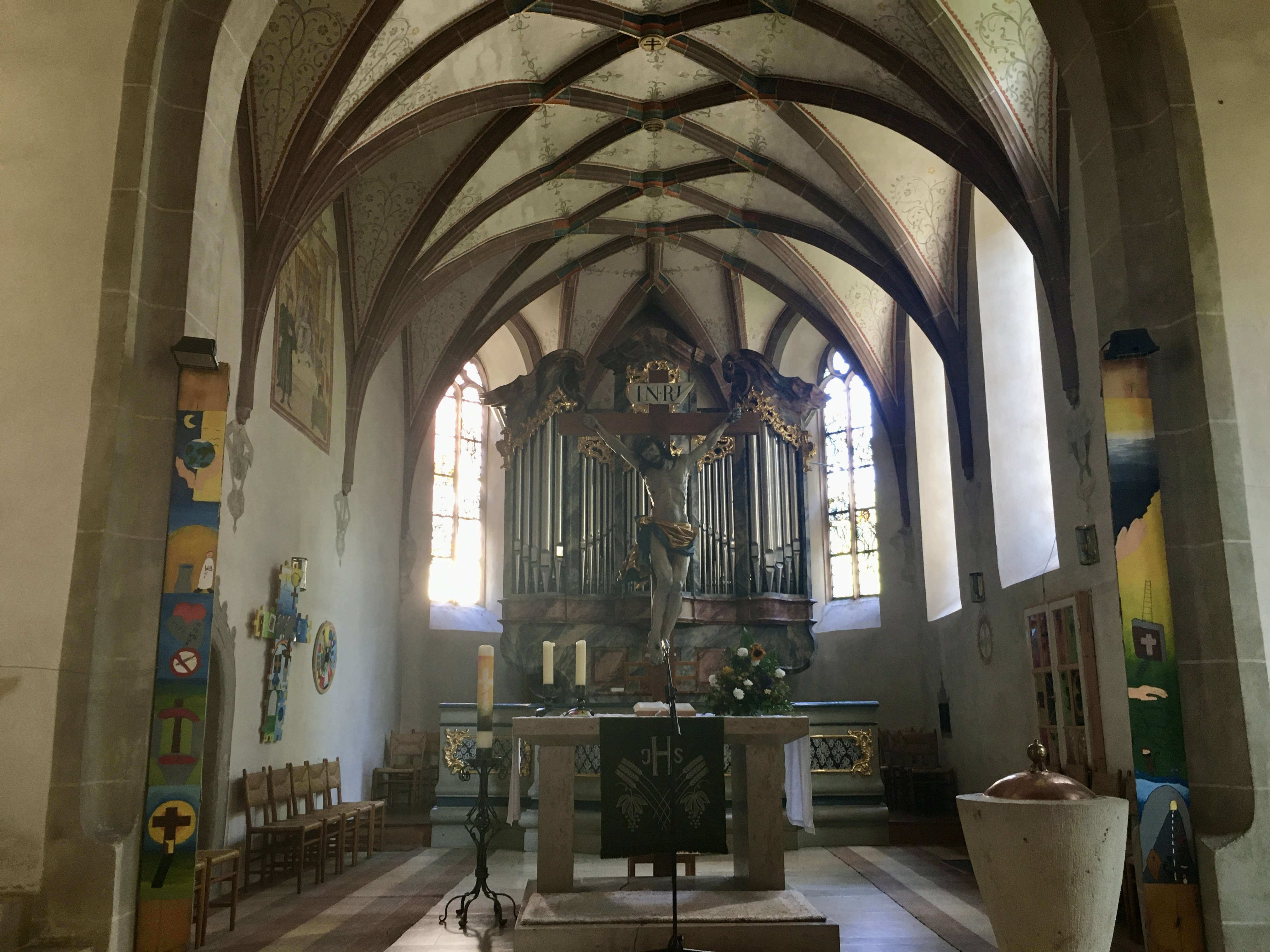
Prezbiterium
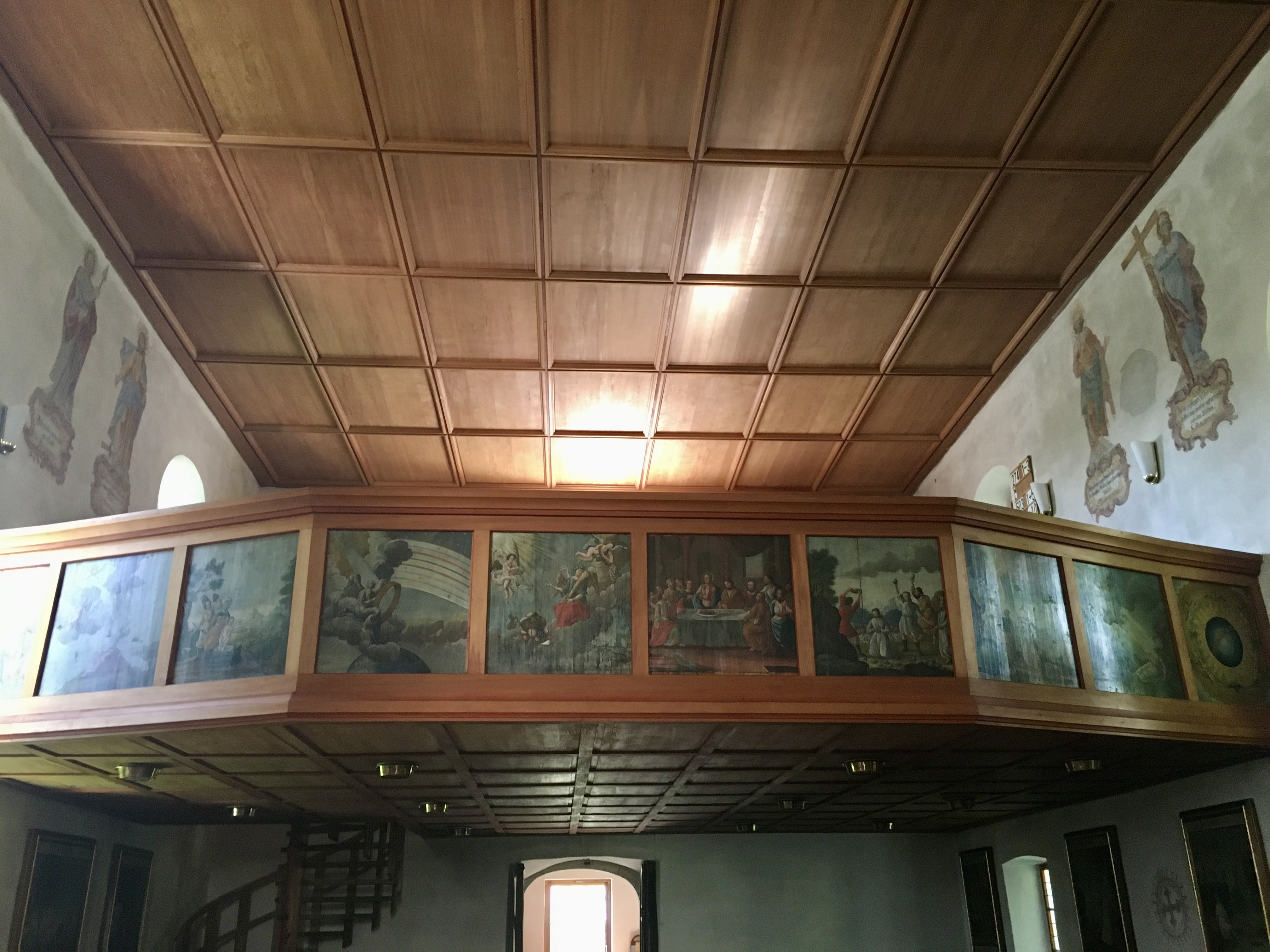
Empora
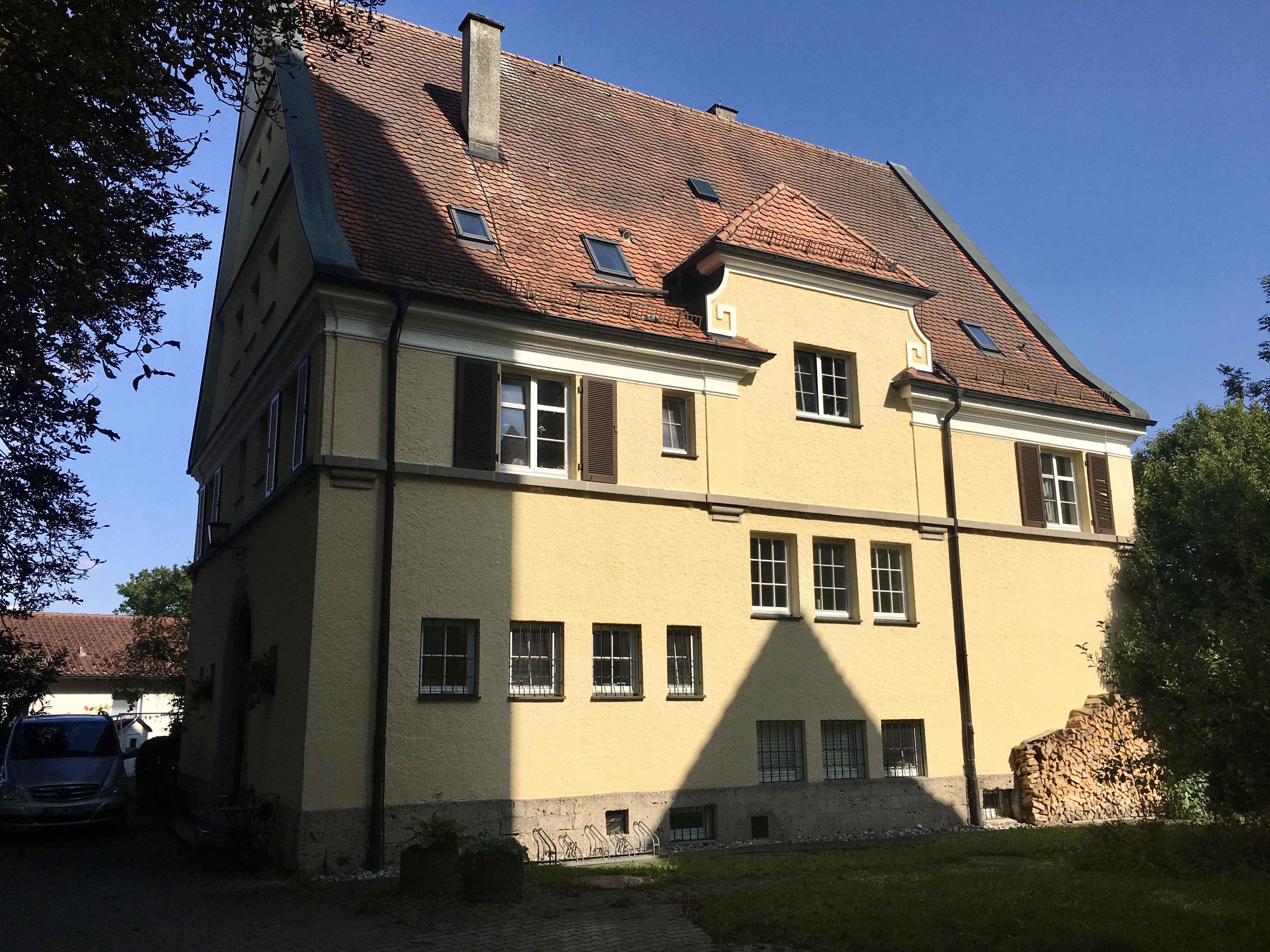
Plebania